# Agromyza kumaonensis
Agromyza kumaonensis är en tvåvingeart som beskrevs av Sehgal 1986. Agromyza kumaonensis ingår i släktet Agromyza och familjen minerarflugor. Inga underarter finns listade i Catalogue of Life.